# Hofwegensemolen
De Hofwegensemolen is een wipmolen aan de Hofwegen 15 te Bleskensgraaf, in de Nederlandse gemeente Molenlanden. Het bouwjaar van de molen is onbekend; in 1898 is de voet ruim 1 meter hoger opgemetseld om het gevlucht te kunnen vergroten. In 1958 is het scheprad van de molen vervangen door een vijzel op dezelfde plaats als het scheprad, die ook elektrisch kan worden aangedreven. De opvoerhoogte van de vijzel is 1,40 meter. De Hofwegensemolen heeft een functie als reservegemaal. De Hofwegensemolen is sinds 1 februari 2008 eigendom van de SIMAV en is alleen te bezoeken op afspraak.
De molen is in 2007 gerestaureerd en bemaalt op vrijwillige basis de polder Zuidzijde, Hofwegen en Ruijbroek. De voegburriebalken zijn versterkt met stalen balken.
Het gevlucht van de Hofwegensemolen heeft fokwieken met steekborden op beide roeden. De roeden zijn in 1995 gemaakt door de firma Derckx. De binnenroede is 26,97 m lang en heeft nummer 832. De buitenroede is 27,12 m lang en heeft nummer 831.
De 5,35 m lange bovenas is gegoten in 1870 door de firma Penn & Bauduin uit Dordrecht en heeft nummer 343. De as heeft aan de penzijde een taats, die tegen een knolplaat draait.
De molen wordt gevangen (stilgezet) met een Vlaamse blokvang bestaande uit vier vangstukken, die bediend wordt met behulp van een evenaar. De vangbalk wordt geborgd met een kneppel.

## Overbrengingen
- De overbrengingsverhouding is 1 : 2,25.
- Het bovenwiel heeft 61 kammen en de bovenschijfloop heeft 31 staven. De koningsspil draait hierdoor 1,97 keer sneller dan de bovenas. De steek, de afstand tussen de staven, is 12,5 cm.
- Het onderwiel heeft 29 kammen en de tussenaswielen 26 respectievelijk 43 kammen met een steek van 13,7 cm.
- Het vijzelwiel heeft 42 kammen en draait 2,25 keer sneller dan de bovenas.

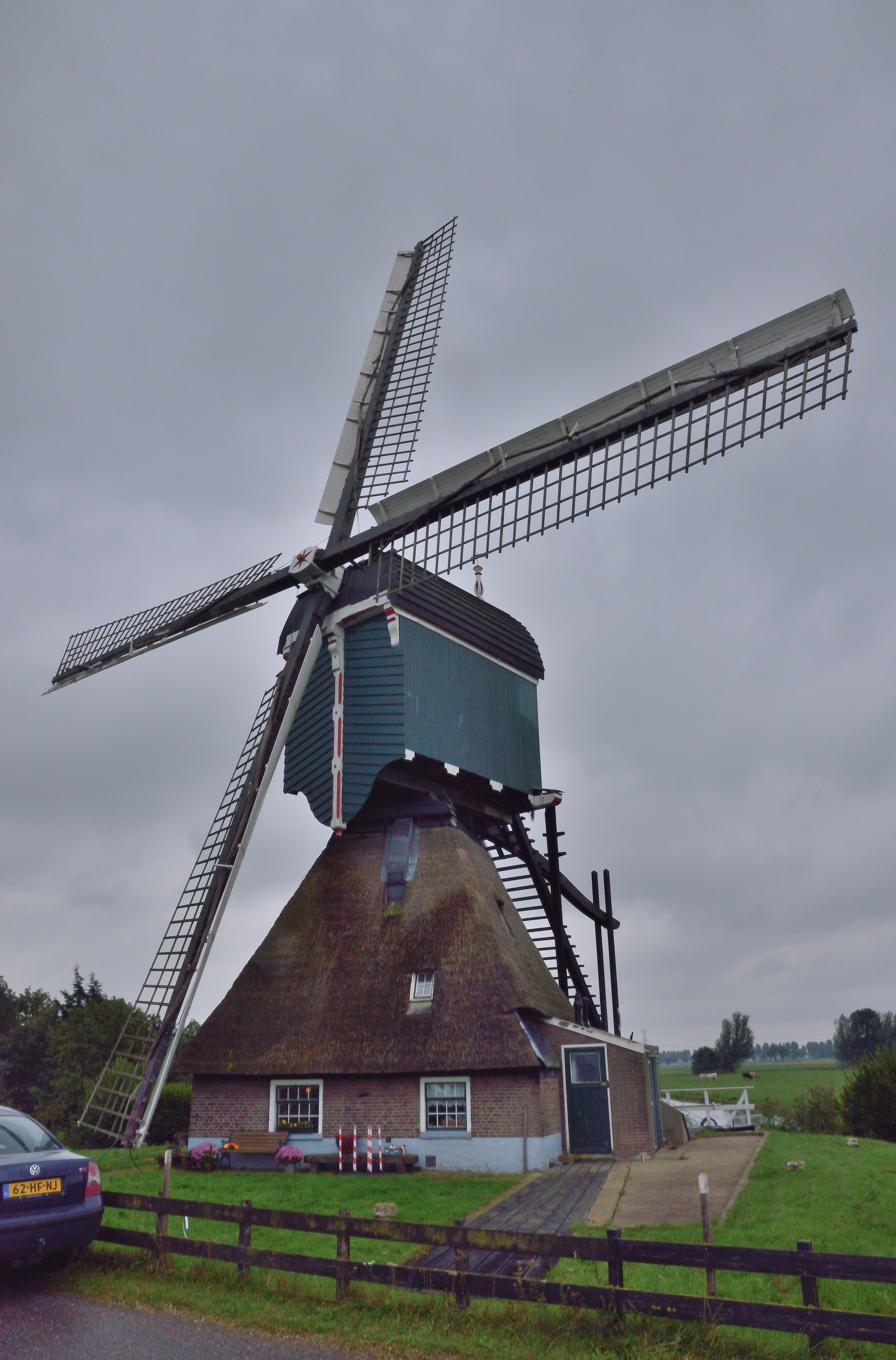
Hofwegensemolen oktober 2015
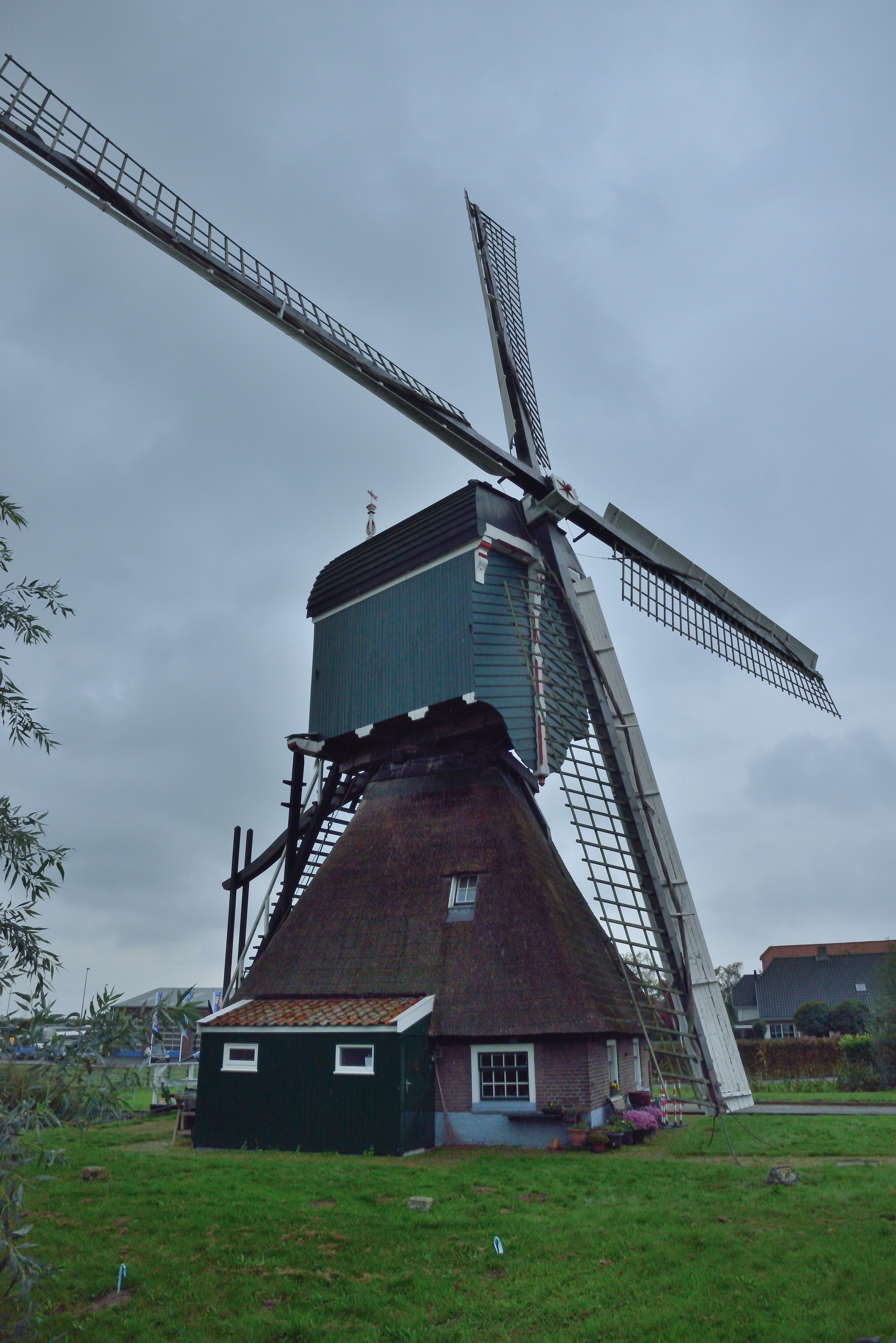
Hofwegensemolen oktober 2015
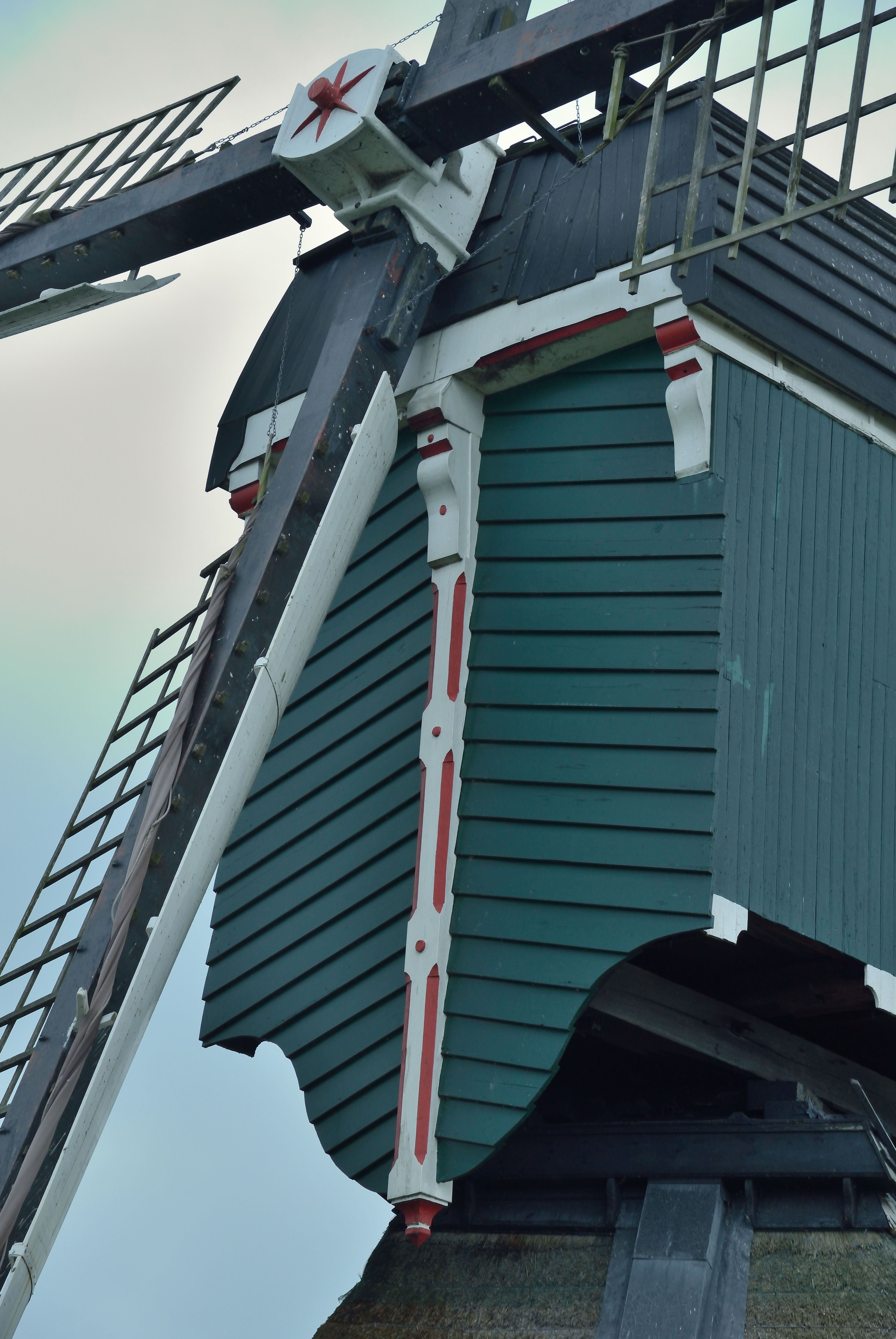
Stormbint
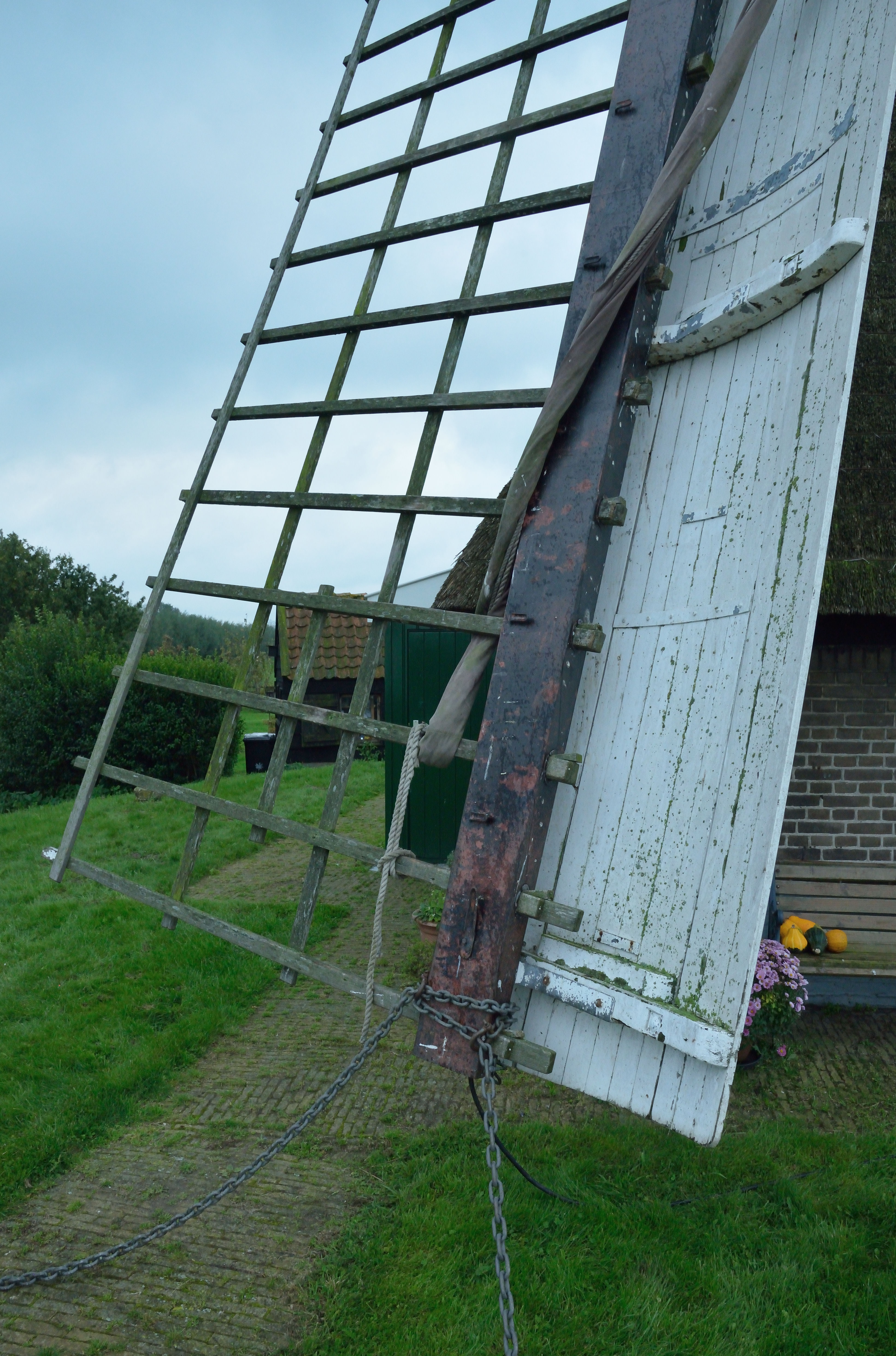
Fokwiek

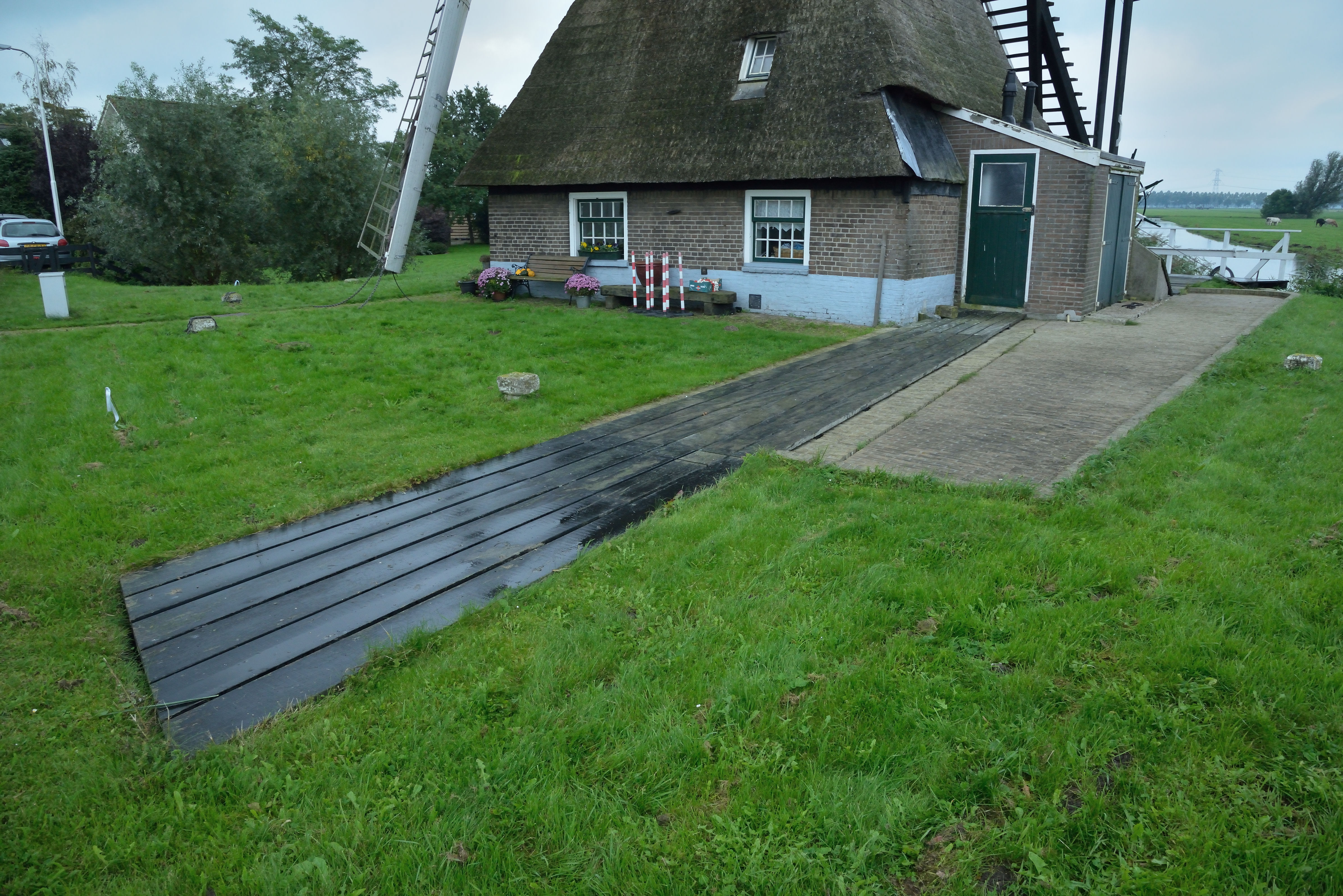
Voorwaterloop
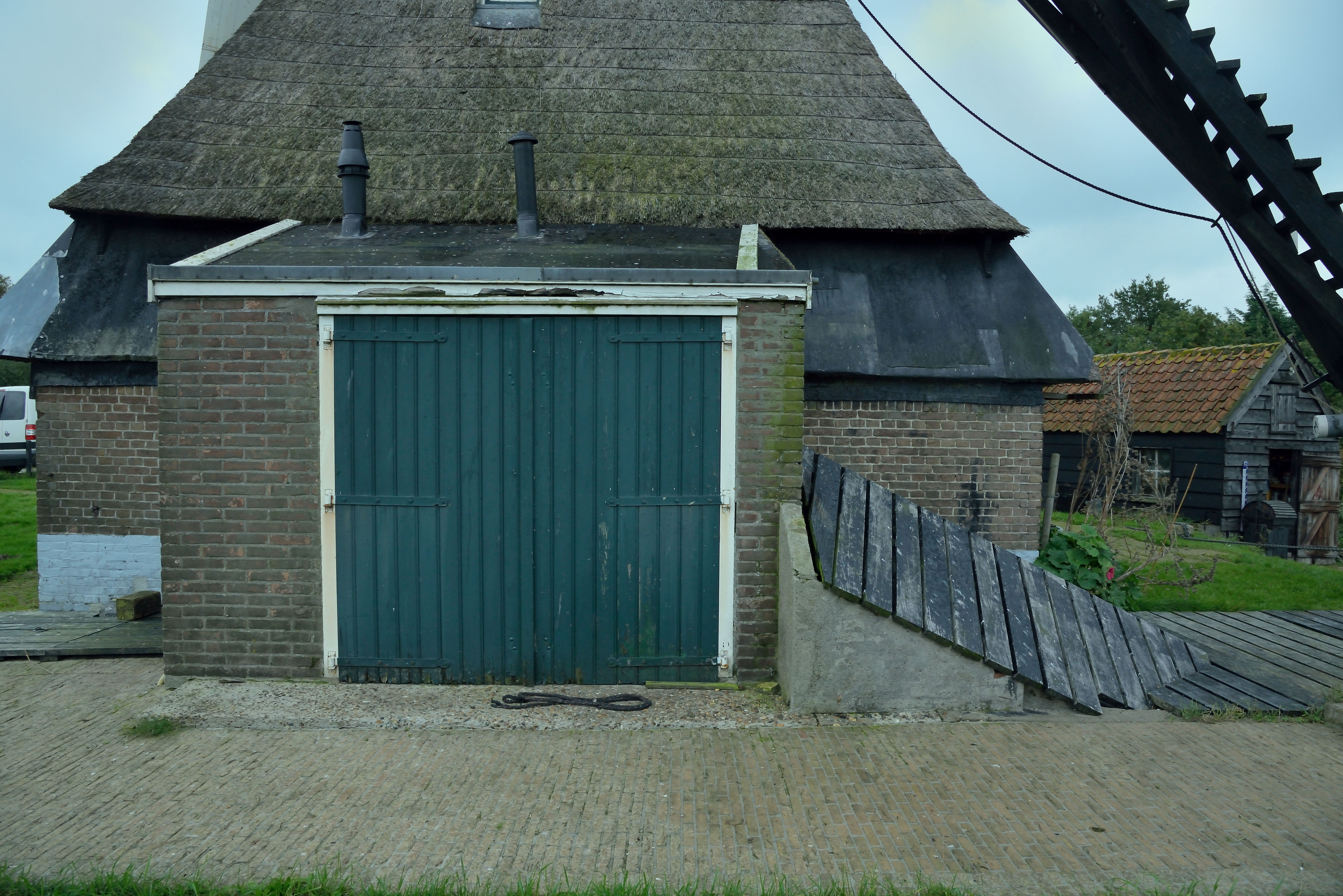
Vijzel
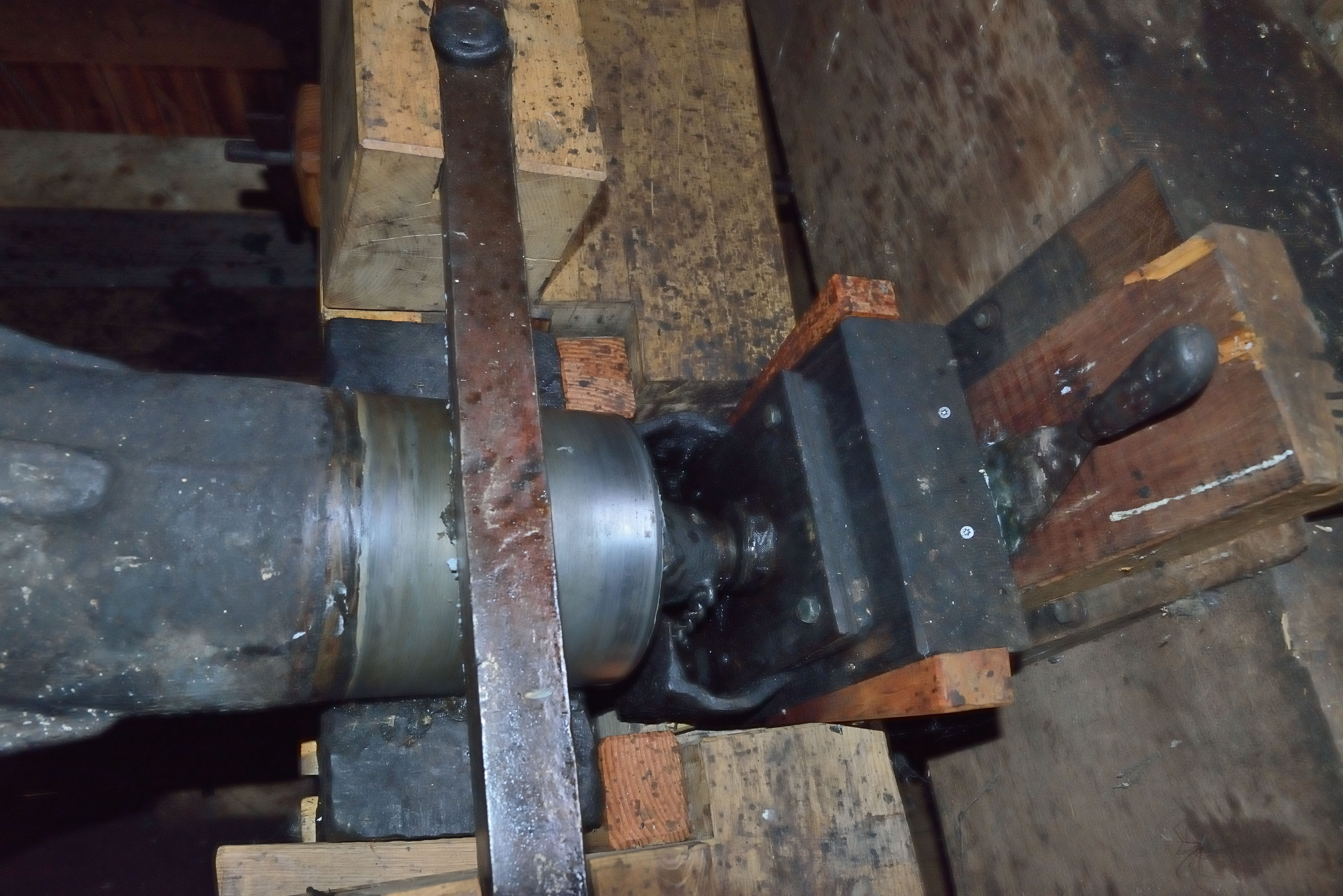
Bovenas met taats en knolplaat
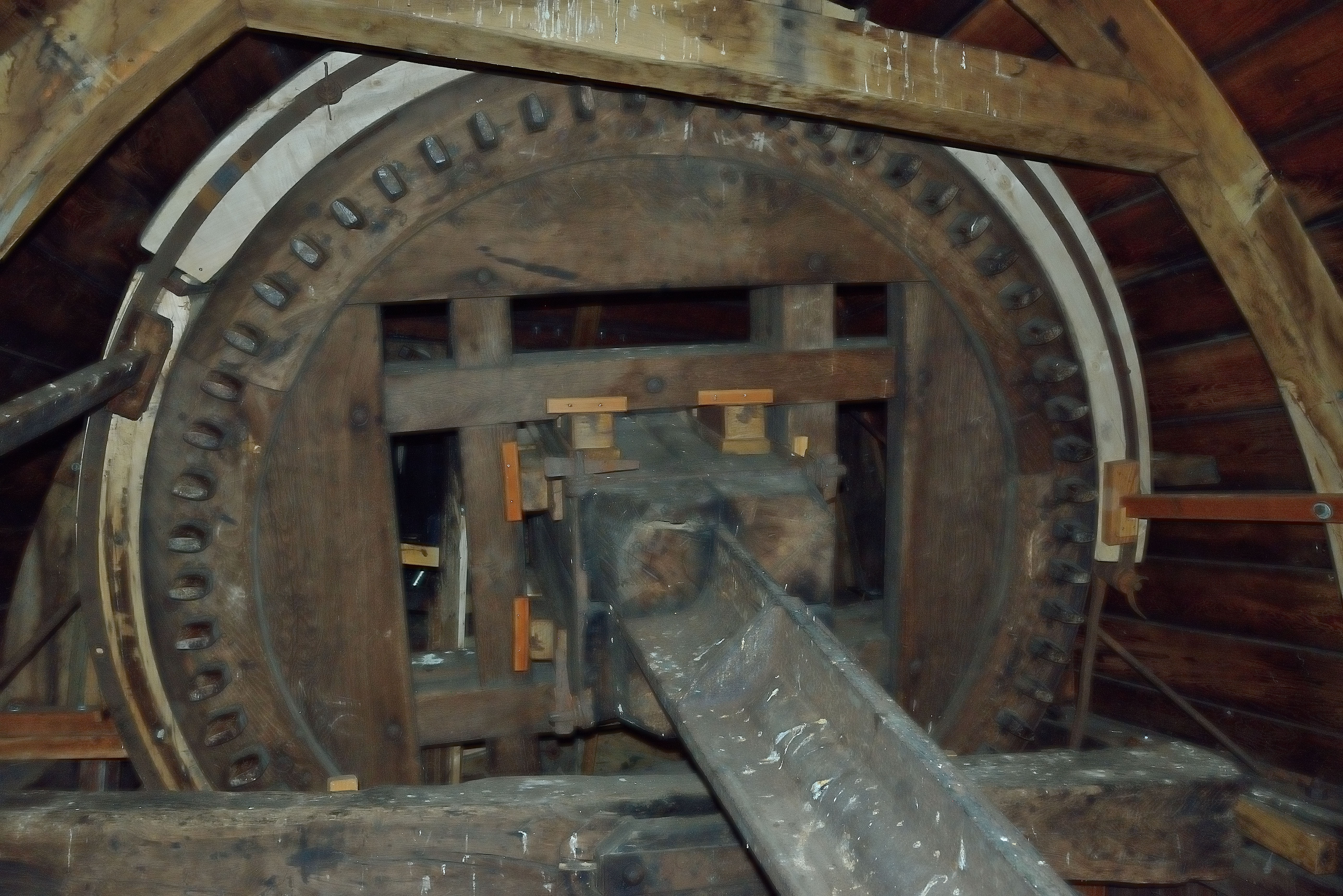
Bovenwiel